# Henry Fletcher Hance
Pour les articles homonymes, voir Fletcher.
Henry Fletcher Hance est un artiste et un botaniste britannique, né le 4 août 1827 à Londres et mort le 22 juin 1886 à Xiamen (Chine).

## Biographie
Il fait ses études à Londres et en Belgique. Il devient fonctionnaire à Hong Kong en 1844 et est transféré à Canton en 1854. Il est vice-consul de 1861 à 1878 à Whampoa, puis consul à Canton de 1878 à 1881 et en 1883, enfin consul à Xiamen en 1886. Il consacre son temps libre à l’étude de la flore locale. Il publie un supplément au livre de George Bentham (1800-1884), Flora Hongkongensis en 1873.